# Sonia Górzna
Sonia Urszula Górzna pseudonim „Sonia”(ur. 16 października 1919, zm. 8 stycznia 1943) – żołnierka Związku Odwetu, działaczka ZWZ-AK Okręg Poznań, członkini tzw. grupy Witaszka. 

## Życiorys

### Wczesne lata
Sonia Górzna urodziła się 16 października 1919 r. Jej ojciec – Andrzej był Polakiem, matka – Elżbieta z domu Weine, Niemką. Miała siostrę Lilian Annę i brata Jana. W 1937 r. Górzna zdała maturę, następnie podjęła pracę w Zakładzie Mikrobiologii Uniwersytetu Poznańskiego pod kierunkiem dr Henryka Günthera oraz dr Franciszka Witaszka. Witaszek zatrudnił ją również w swojej wytwórni nici chirurgicznych Polski Catgut.

### Działalność konspiracyjna
Po wybuchu II wojny światowej i zajęciu przez Niemców Poznania brat Sonii – Jan został wcielony do wojska. W 1940 r. przełożony Sonii Górznej – Franciszek Witaszek zaproponował jej dołączenie do grupy konspiracyjnej. Konspiratorzy podlegający Związkowi Odwetu Okręgu Poznań byli w większości związani z medycyną, a ich zadaniem było m.in. przygotowywanie trucizn, za pomocą których likwidowano wysoko postawionych hitlerowców i volksdeutschów. Górzna przyjęła propozycję, działalność konspiracyjną odbywała pod pseudonimem „Sonia”. Była jedną z pierwszych osób działających w pionie wytwórczym. Oficjalnie zatrudniona była jako asystentka w prywatnym gabinecie lekarskim dra Witaszka. Rodzina Górznej również dołączyła do grupy konspiracyjnej. 
W łazience mieszkania rodziny Górznych, mieszczącego się przy ul. Blumenstrasse (Kwiatowa) 6 urządzono jedno z pierwszych laboratoriów chemicznych, w których powstawały środki trujące, wykorzystywane do dywersyjnych działań witaszkowców. Górzna wraz z narzeczonym – Henrykiem Rakowskim asystowała Henrykowi Güntherowi w przygotowywaniu. W domowym tajnym laboratorium Górzna pracowała nad produkcją środków trujących i toksycznych do akcji sabotażowych, a także hodowlą kultur bakterii m.in. tyfusu i wąglika. Te pochodziły z Zakładu Mikrobiologii Uniwersytetu Poznańskiego, skąd zostały potajemnie wykradane przez działającą w Związku Odwetu Helenę Siekierską.   
Na polecenie dowództwa Związku Odwetu, Górzna wraz z rodziną podpisała volkslistę. Miało to odsunąć podejrzenia o działalność konspiracyjną, a także zabezpieczyć istotną dla działań witaszkowców placówkę, zlokalizowaną w mieszkaniu przy ul. Kwiatowej.
25 kwietnia 1942 r. odbyła się obława na członków grupy Witaszka, celem byli zarówno konspiratorzy, jak i ich rodziny. Sonia wraz z narzeczonym oraz Franciszkiem Witaszkiem została aresztowana i osadzona w Forcie VII. W sierpniu wraz z towarzyszkami z grupy konspiracyjnej, tj. Heleną Siekierską, Czesławą Miljan, Marią Gaussową i Magdaleną Cegłowską trafiły do celi nr 29, gdzie przetrzymywano ok. 20 więźniarek politycznych, m.in. Halina Ryffert. W ramach represji na przesłuchanie do siedziby gestapo trafił Andrzej Górzny, a następnie wraz z córką Lilką wysłany do obozu koncentracyjnego Auschwitz. Członkowie grupy Witaszka i ich rodziny przesłuchiwani i torturowali byli w siedzibie gestapo w Domu Żołnierza przy ul. Niezłomnych. Górzna, jako osoba wpisana na volkslistę mogłaby uniknąć kary śmierci, nie zdecydowała się jednak na współpracę.

### Wyrok i śmierć

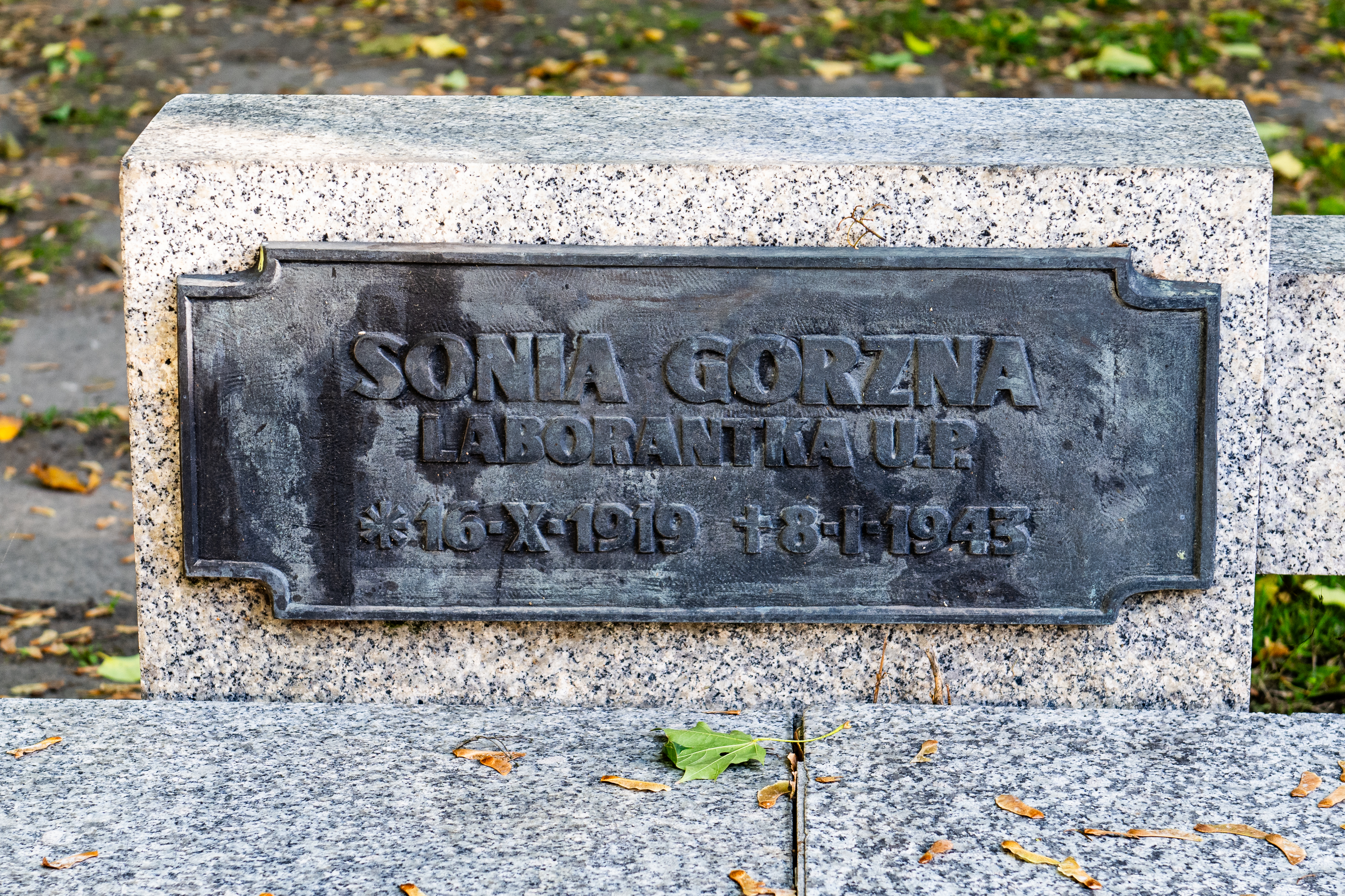
Płyta nagrobna Soni Górznej na cmentarzu Bohaterów Polskich

8 stycznia 1943 r. na 33 osobach z grupy Witaszka, w tym Sonii Górznej, wykonano wyrok śmierci. Została ona zastrzelona, następnie jej ciało powieszono na terenie fortu VII. Zwłoki zamordowanych przewieziono do krematorium w więzieniu przy ul. Młyńskiej. Tam Franciszkowi Witaszkowi, Henrykowi  Güntherowi, Helenie Siekierskiej i Sonii Górznej zgilotynowano głowy i umieszczono je w słojach z formaliną. Słoje przeniesiono do Zakładu Medycyny Sądowej w Poznaniu, gdzie zabezpieczone i ukryte przez polskich laborantów przetrwały do końca okupacji. Trumny zawierające głowy konspiratorów zostały 25 listopada 1945 r. uroczyście pożegnane na Placu Wolności, gdzie odbyła się msza święta celebrowana przez biskupa Walentego Dymka. Zgromadzili się tam poznaniacy, weterani oraz przedstawiciele władz uniwersyteckich. Po zakończeniu uroczystości trumny ze szczątkami przetransportowano na teren poznańskiej Cytadeli, gdzie zostały pochowane z honorami na Cmentarzu Bohaterów Polskich.
Postać Sonii Górznej pojawia się w książce Karola Nera, Ogień w ampułkach, w ramach serii Biblioteka Żółtego Tygrysa z 1975 r.